# Sorigny
Sorigny település Franciaországban, Indre-et-Loire megyében. Lakosainak száma 2877 fő (2022. január 1.). Sorigny Montbazon, Monts, Saint-Branchs, Sainte-Catherine-de-Fierbois, Thilouze, Veigné és Villeperdue községekkel határos.

## Népesség
A település népessége az elmúlt években az alábbi módon változott:
| Lakosok száma | 1256 | 1520 | 1637 | 2091 | 2422 | 2511 | 2643 | 2752 | 2785 | 2877 |
|               | 1968 | 1982 | 1990 | 2006 | 2013 | 2015 | 2017 | 2019 | 2020 | 2022 |